# Partit Unit Nacional del Sudan
El Partit Unit Nacional del Sudan (United Sudan National Party — USNP) és un partit polític del Sudan que defensa els interessos dels nubis del Kordofan del Sud.
El partit es va fundar el 5 de desembre de 2002 a la Conferència de tots el Nubis celebrada a les muntanyes Nuba, a Kauda, per la unió de quatre partits:
- Partit Nacional del Sudan (Sudanese National Party SNP)
- Partit Nacional del Sudan-Direcció Col·legiada (Sudan National Party-Collective Leadership SNP-CL)
- Partit Nacional del Sudan Lliure (Free Sudan National Party FSNP)
- Unió General de les Muntanyes Nuba  (General Union of the Nuba Mountains GUN)[1]

El quatre partits van decidir dissoldre's per a crear el nou partit. D'aquestos partits el més antics era el GUN, que s'havia fundat per un grup d'intel·lectuals quan es va restablir la democràcia després de la revolució d'octubre de 1964 que va enderrocar a Ibrahim Abbud; dirigit pel sacerdot episcopalià Philip Abbas Gaboush (1922-2008), i va obtenir vuit escons al parlament elegit el 1965. Després del cop d'estat del 25 de maig de 1969 que va portar al poder Gaafar al-Numeiry, Gaboush va haver d'anar-se del país i fou sentenciat a mort in absentia acusat d'haver participat en un cop d'estat. Va romandre a l'exili fins al 1978 quan va tornar un temps després de l'inici de la política de reconciliació nacional per part del règim. Gaboush va romandre exigent quant a la regionalització de la política sudanesa i els desenvolupament de les muntanyes Nuba. El setembre de 1983 Nimeiry va establir la xaria o llei islàmica, contra el qual Gaboush va protestar. El partit va patir detencions massives a patir de 1984, sempre sota acusació de preparar un cop d'estat. Nimeiry fou finalment enderrocat el 1985.
Llavors Gaboush va surtir de la UGN i va fundar el Partit Nacional del Sudan (maig de 1985) que demanava un estat secular i federal. A les eleccions de 1986 va obtenir vuit escons, dels quals set per Kordofan del Sud on fou el partit principal. Gaboush fou elegit a Haj Yusif, una circumscripció de Khartum amb molta gent pobre. Fou el primer cristià i d'una regió en ser elegit a la capital; no se li va concedir un càrrec a la mesa del parlament que en justícia li corresponia. Llavors va fer aliança amb els partits del sud i es va formar la Unió de Partits Africans del Sudan. Repetidament van demanar la retirada de la xaria, però el Front Nacional Islàmic, el tercer partit nacional i un dels partits integrants de la coalició del govern, s'hi oposava. Demanava també acabar la guerra pactant amb el SPLM/SPLA i una redistribució justa del poder i la riquesa en favor dels pobles marginats. El 30 de juny de 1989 el general Omar al-Bashir, seguint ordes del Front Nacional Islàmic, va agafar el poder i va posar fi al règim democràtic.
Gaboush i el seu partit van ingressar aviat a l'Aliança Nacional Democràtica formada l'octubre de 1989. El 1996 el partit es va dividir i Gaboush va formar el Partit Nacional del Sudan Lliure que va col·laborar amb el govern mentre el Partit Nacional del Sudan dirigit ara per Hasan al-Mahdi, va restar a l'Aliança. El 2002 es va signar l'alto el foc a les muntanyes Nuba. Llavors el seu partit, el Partit Nacional del Sudan (que mentre s'havia dividit en dos parts) i el GUN (que encara existia) van acordar unir-se sota la presidència de Gabush i amb els líders dels altres tres grups, Mohamed Hamad Kuwa, Elamin Hamouda i Yussif Abdalla Jibrill com a vice-presidents. El partit reclamava l'autodeterminació per les muntanyes Nuba i un govern autònom representatiu per la regió, i s'alineava amb el SPLM/SPLA però mantenint una distància crítica, igual que amb el governant Partit del Congrés Nacional del Sudan. El 9 de gener de 2005 es va signar el Comprehensive Peace Agreement (CPA) que Gaboush va criticar durament assegurant que el poble de les muntanyes Nuba havia lluitat per no obtenir res. Va assegurar que si el sud feia secessió, les muntanyes Nuba demanarien l'autodeterminació.
A la mort de Gaboush el 1988 (amb 86 anys) el va succeir el catedràtic Elamin Hamouda.